# 히가시토코로자와역 (폐역)
히가시토코로자와역(일본어: 東所沢駅, ひがしところざわえき)은 일본 사이타마현 도코로자와시에 위치했던 세이부 철도 이케부쿠로 선의 철도역이었다. 지금의 아키쓰역과 도코로자와 역사이에 위치해 있었다.
동일본 여객철도 무사시노 선의 히가시토코로자와역과는 아무 관련이 없는 역이다.

## 역사
- 1938년 2월 19일 : 마쓰이무라역으로 개업.
- 1938년 3월 1일 : 도코로자와 비행장역으로 역명 변경.
- 1940년 11월 1일 : 보안상 문제로 히가시토코로자와역으로 역명 변경.
- 1945년 2월 3일 : 영업 중단.